# Vicente García Angulo
Vicente García Angulo (Pedro Martínez, Granada, España; 25 de enero de 1955) es un exfutbolista español que se desempeñaba como centrocampista.

## Clubes
| Club                  | País   | Año       |
| --------------------- | ------ | --------- |
| Granada C. F.         | España | 1975-1981 |
| Racing de Santander   | España | 1981-1984 |
| Lorca Deportiva C. F. | España | 1984-1985 |
| Granada C. F.         | España | 1985-1986 |